# Katastrofa kolejowa w Poznaniu (1933)
Katastrofa kolejowa w Poznaniu na Jeżycach – katastrofa kolejowa, która miała miejsce 15 grudnia 1933 roku na linii kolejowej nr 351 pomiędzy obecnym posterunkiem odgałęźnym POD (dawniej Poznań Jeżyce) a stacją Poznań Główny, w pobliżu wiaduktu nad ul. Jasną (Roosevelta)/Libelta. Była największą katastrofą kolejową w Polsce lat 30. XX wieku.

## Przebieg wydarzeń
O godzinie 7:27 pociąg osobowy nr 1522 z Rogoźna został zatrzymany przed semaforem wjazdowym na stację Poznań Główny (powodem było zamarznięcie zwrotnic). Na ten sam odstęp wjechał za nim opóźniony pociąg osobowy nr 4132 z Wronek (według komunikatu dyrekcji kolei Drawskiego Młyna), który nie powinien się tam znaleźć. Wpuścił go nastawniczy z Jeżyc, Franciszek Wawrzyniak, sądząc, że urządzenia automatyczne (blokada) przestały działać wskutek zamarznięcia. Zerwał więc plombę semafora wjazdowego na odcinek do Poznania Głównego, nie upewniając się, czy jest on wolny. Maszynista pociągu z Wronek miał bardzo ograniczoną widoczność z uwagi na mgłę i parę z parowozu. Nie zauważył w tej sytuacji pociągu z Rogoźna i wjechał w jego tył. W wyniku uderzenia trzy wagony pociągu 1522 spadły z wysokiego nasypu linii na Jeżycach, a inne zawisły na wale. Ostatni z wagonów uległ rozpołowieniu. Na miejscu zginęły dwie osoby, a dalszych sześć zmarło w szpitalu. Kilkadziesiąt osób było rannych. Szczególnym echem odbiła się w prasie sytuacja rodziny urzędnika kolejowego Władysława Rujny – zginął on sam i jego 7-letnia (lub 10-letnia) córka (druga była bardzo ciężko ranna). Poza ofiarami śmiertelnymi ranne zostały 64 osoby, z czego 13 ciężko. Ruch kolejowy przywrócono na linii tego samego dnia o godzinie 10:35. Winnym katastrofy uznano Franciszka Wawrzyniaka, który przekroczył swoje kompetencje. Rannych początkowo zaczęto przenosić do nieistniejącego obecnie, a zlokalizowanego przy torach Cyrku Olimpia oraz do gmachu Ubezpieczalni Krajowej (dziś: Szpital Raszei).

## Pogrzeb
Pogrzeb ofiar (sześć karawanów) odbył się 19 grudnia 1933 roku. Kondukt liczący 30 tysięcy osób przeszedł z centrum miasta, ulicą Podgórną i Alejami Marcinkowskiego, koło miejsca katastrofy na cmentarz św. Wojciecha. W pogrzebie wziął udział bp Walenty Dymek.

## Lista ofiar śmiertelnych
W katastrofie zginęli:
- Anastazja Bocian, żona rzemieślnika kolejowego z Golęcina,
- Władysław Laskowski, 40 lat – z Poznania,
- Józefa Mąkowska, 50 lat – z Golęcina,
- Julja Rujna, 7 (lub 10) lat – z Golęcina, córka Władysława Rujny,
- Władysław Rujna, 40 lat, asystent kolejowy z Golęcina,
- Telesfor Tabaka, 14 lat, uczeń z Golęcina,
- Bogdan Tabaka, 15 lat, uczeń z Golęcina,
- Wojciech Zwik, asystent kolejowy z Golęcina[3].